# Saint-Étienne-de-Tulmont
Saint-Étienne-de-Tulmont một thị xã và commune in the Tarn-et-Garonne department of Pháp, in the Midi-Pyrénées region.